# Putian
Putian is een stad in de gelijknamige prefectuur in het oosten van de provincie Fujian, Volksrepubliek China. Het grenst in het noorden aan Fuzhou, in het zuiden Quanzhou en in het oosten aan de Straat van Taiwan.
Tijdens de volkstelling van 2020 had de stad 1,5 miljoen inwoners, de gehele prefectuur had 3.2 miljoen inwoners. De stad is onderdeel van de agglomeratie rondom Quanzhou met in totaal 17.2 miljoen inwoners.

## Indeling
- Stadsdistrict Chengxiang (城厢区), 502 km², 360.000 inwoners, centrum, zetel stadsbestuur;
- Stadsdistrict Hanjiang (涵江区), 790 km², 420.000 inwoners;
- Stadsdistrict Licheng (荔城区), 293 km², 460.000 inwoners;
- Stadsdistrict Xiuyu (秀屿区), 699 km², 790.000 inwoners. Door de Volksrepubliek China wordt Wuciou beschouwd als deel van het stadsdistrict Xiuyu. Wuciou valt op dit ogenblik echter onder het gezag van de Republiek China (Taiwan);
- District Xianyou (仙游县), 1835 km², 1,01 miljoen inwoners, zetel: Licheng (鲤城街道).